# 船橋市立高根中学校
船橋市立高根中学校（ふなばししりつ たかねちゅうがっこう）は、千葉県船橋市新高根にある公立中学校。

## 沿革
- 1973年 - 船橋市立高根中学校として開校。　372名（9学級）

## 著名な卒業生
- 根本美佐子（小説家・脚本家）
- 岩嵜翔（プロ野球選手）
- 片野寛理（サッカー選手）
- 野木丈司（元プロボクサー）
- 吉政忠志（起業家）